# Ruy Senderos
Ruy Senderos (Cidade do México, 8 de agosto de 1988) é um ator mexicano.

## Biografia
Aos 10 anos Ruy fez testes para anúncios publicitários, mas que não era o suficiente. Aos 12 anos, participou na novela infantil da Televisa Amigos x siempre. Após este trabalho, jovem e cheio de idéias, Ruy faz uma pausa e depois de alguns anos de ausência decide voltar para a tela e fez cerca de 80 comerciais em apenas 2 anos.
Sua estréia oficial na televisão foi em 2008 com a minissérie onze TV Me mueves, com duas temporadas, dirigidas por Enrique Arroyo. Em 2009 participou da série Estado de Gracia, também produzida por Once TV México, dirigido por Carlos Bolado e Charlie Gore.
Em 2012 participou da série Infames.
Em 2013 interpretou Heriberto Casillas na novela El señor de los cielos. Este personagem lhe tornou muito mais conhecido no meio artístico.
Em 2016 estréia na TV Azteca, na telenovela Rosario Tijeras.
Em 2017 interpreta um dos antagonistas da novela La fiscal de hierro, também da TV Azteca.

## Carreira

### Telenovelas
- La fiscal de hierro (2017) - Argemiro Durán
- Rosario Tijeras (2016) - Damián
- El señor de los cielos (2013-2014) - Heriberto Casillas
- Infames (2012) - Ricardo "Ricky" Benavides
- Amigos x siempre (2000)

### Séries
- Drunk History: El lado borroso de la historia (2016)
- El albergue (2012)
- Estado de gracia (2009)
- Me mueves (2008)

### Cinema
- Sicario: El camino de la sangre (2016)
- Pura sangre (2016)
- La niña de la mina (2015)
- Malaventura (2011)
- Rock Marí (2010)
- Paradas continuas (2009)
- Mi primera vez (2009)
- Sexo, amor y otras perversiones (2006)

## Prêmios e indicações

### Prêmio Grande
| Ano  | Categoria      | Telenovela             | Resultado |
| ---- | -------------- | ---------------------- | --------- |
| 2016 | Ator revelação | El señor de los cielos | Ganhador  |